# Mecklenburgischer Patriotischer Verein

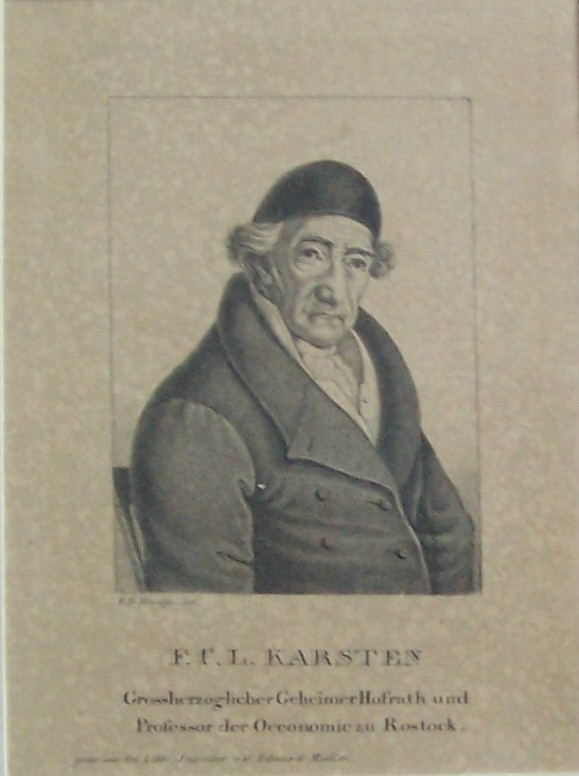
Hauptsekretär des Vereins bis zu seinem Tode: Lorenz Karsten, Grossherzoglicher Geheimer Hofrath und Professor der Oeconomie zu Rostock

Der Mecklenburgischer Patriotischer Verein, einer der vielen um 1800 gegründeten landwirtschaftlichen Vereine in Deutschland, wurde 1798 als Mecklenburgische Landwirthschafts-Gesellschaft gegründet. Nach einem ersten Tiefpunkt in der Vereinsgeschichte infolge der französischen Besetzung Mecklenburgs änderte die Gesellschaft 1813 ihren Namen in Mecklenburgischer Patriotischer Verein. Der Verein bestand mehr als ein Jahrhundert und wurde im Jahre 1934 auf Druck der NS-Bauernschaft aufgelöst.

## Geschichte
Zu den Gründern der Gesellschaft, die am 20. Januar 1798 in Rostock zum ersten Mal zusammentraten und sich mit Landwirtschaft und der Entwicklung neuer landwirtschaftlicher Geräte beschäftigten, zählten die Gutsbesitzer Hans Graf Schlitz (1763–1831) auf Karstorff, Landrat Gustav Dietrich von Oertzen (1772–1838) auf Groß Vielen und der Rostocker Universitätsprofessor, Ökonom und Agrarwissenschaftler Lorenz Karsten.
Schlitz, Oertzen und Karsten bildeten den ersten Vorstand (Direktorium) des Vereins, die ersten beiden als Direktoren, Karsten wirkte bis zu seinem Tod als dessen (Haupt-)Sekretär (Geschäftsführer).  Die frühen Vereinsjahre vollzogen sich in (auch personell) enger Verflechtung zur 1797 in Neubrandenburg gegründeten Mecklenburgische Hagel- und Feuerversicherungs-Gesellschaft (heute: Mecklenburgische Versicherungsgruppe), die auch als Selbsthilfeorganisation mecklenburgischer Gutsbesitzer entstanden war.

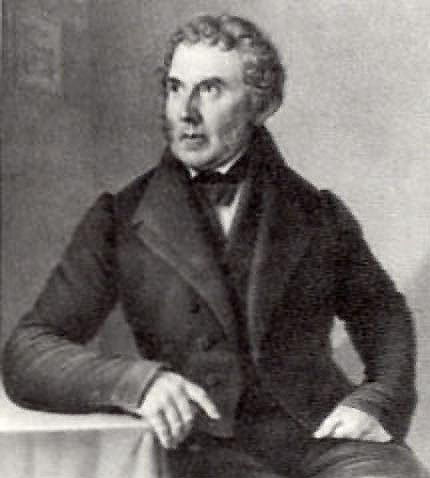
Friedrich Pogge, von 1835 bis 1843 Direktor des Teterower Distrikts

Bis zum Jahre 1934 vereinte der Patriotische Verein natürliche Personen (mehrheitlich Gutsbesitzer), die eine Verbesserung aller Gewerbesparten sowie insbesondere die Optimierung der Landwirtschaft Mecklenburgs zum Ziel hatten. Nun bildete der Verein in Form von Distrikten dezentrale Unterstrukturen heraus.
Unter dem neuen Vereinsnamen erfolgte ab 1813 eine wesentlich breiter gefächerte Neuausrichtung der Vereinsziele, die nicht mehr alleine auf die Optimierung der Landwirtschaft ausgerichtet waren, sondern jetzt alle Gewerbesparten des Landes einschlossen. Verfolgt wurden unter anderem die Entwicklung landwirtschaftlicher Geräte, die Verbesserung des Kreditwesens, der Ausbau des ländlichen Bildungswesens, die Unterstützung der Feuerwehren, die Optimierung der Absatzmöglichkeiten für heimische Erzeugnisse sowie die Beförderung von kleinen Bauernwirtschaften.
Als Förderung der Wirtschaft in Mecklenburg richtete der Verein Fachausstellungen seitens des Gewerbes und der Industrie aus. So führte zum Beispiel Ernst Alban im Jahre 1838 seine neuentwickelten Dreschmaschinen, Häckselmaschinen, Mahlmühlen, Handschrotmühlen und Kornreinigungsmaschinen auf seinem Landgut Klein Wehnendorf einem Fachpublikum vor. Aber auch die Pferderennen zu Doberan, Güstrow und Neubrandenburg unter dem Oberlandstallmeister und Landrat des Landkreises Demmin, Karl von Maltzahn, sind auf die Aktivitäten und Initiativen des Mecklenburgischen Patriotischen Vereins zurückzuführen; ebenso wie die landwirtschaftliche Tierschau unter der Leitung von Friedrich Pogge in Güstrow. Erfolge in der Tierzucht wurden durch diese öffentlichkeitswirksamen und auch in der Bevölkerung populären Maßnahmen über die Landesgrenzen hinaus bekannt gemacht.
Ab dem Jahre 1832 verlieh der Verein neben Geldpreisen auch Gold-, Silber- und Bronzemedaillen zur Prämierung hervorragender Leistungen in der Landwirtschaft.

## Struktur, Leitung und Mitglieder nach der Gründungsphase

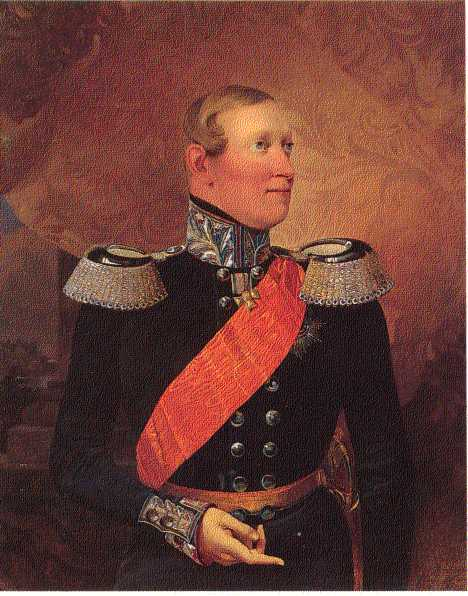
Präsident des Vereins: Erbgroßherzog Paul Friedrich

Präsident des Vereins im Jahre 1827 war Paul Friedrich, Erbgroßherzog von Mecklenburg im Landesteil Mecklenburg-Schwerin. Erster Hauptdirektor wurde Oberst Graf von Osten Sacken und Zweiter Hauptdirektor der Hof- und Kanzleirat von Wedemeyer. Als Hauptsekretär seit der Vereinsgründung fungierte der Rostocker Professor und Agrarwissenschaftler Lorenz Karsten. Das bekannteste Mitglied war Johann Heinrich von Thünen (1783–1850), der im Jahre 1811 wurde und von 1818 bis 1820 Direktor des Teterower Distrikts und von 1836 bis 1838 zweiter Hauptdirektor des Vereins wurde. Im Jahre 1848 Thünen zum Ehrenmitglied erwählt.
Die ordentlichen Mitglieder waren auf die nachstehenden 13 Distrikte disloziert (Stand 1827): Neubukow (8), Friedland (26), Gadebusch (18), Grabow (25), Güstrow (26), Hagenow (19), Parchim (17), Röbel (17), Rostock (51), Schwerin (11), Teterow (61), Tessin (18), Wismar (24). Hinzu kamen Mitglieder, die sich nicht für einen Distrikt entschlossen hatten, auswärtige Mitglieder (außerhalb Mecklenburgs) sowie Ehrenmitglieder. An erster Stelle der auswärtigen Ehrenmitglieder des Vereins stand Prinz Friedrich von Preußen. Allergnädigste Protektoren des Mecklenburgischen Patriotischen Vereins waren die beiden mecklenburgischen Großherzöge: Friedrich Franz I., Großherzog von Mecklenburg-Schwerin, und Georg, Großherzog von Mecklenburg-Strelitz.

## Veröffentlichungen
Die Vereinsarbeit wurde unter der Federführung des Hauptsekretärs und Chefredakteurs Lorenz Karsten in der jährlich herausgegebenen wissenschaftlichen Fachzeitschrift, den Landwirthschaftlichen Annalen des Mecklenburgischen Patriotischen Vereins, dokumentiert. Zu den bekanntesten Fachautoren gehörten neben Thünen: Albrecht Daniel Thaer, Ernst Alban, Franz Hermann Müschen und Johann Jakob Nathanael Mussaeus (1789–1839).